# 薄膜水耕
薄膜水耕（はくまくすいこう、NFT、英語: nutrient film technique）は、1%程度の緩やかな傾斜を持つ平面上に、培養液を薄く（少量ずつ）流下させる水耕栽培の一種。また、 米国では「nutrient flow technique」の略称とされているが、どちらも同じシステムを指す。薄膜水耕という呼称が用いられることは稀であり、通常NFTと表記される。元々はイギリスで、発展途上国向けに少ない資材費で養液栽培ができるように開発されたのが始まりである。
培養液は循環させるため廃液はでない。水深が浅く、根への酸素供給が容易であることが特徴。
栽培槽は小さく、ベッドが軽量である事から高い位置にも設置しやすい。病害対策においては菌が限定されているものの、感染の原因となる害虫の防除方法は確立されていない。

## NFTの構造
チャンネルと呼ばれるわずかに勾配をつけたベッドの上方から、培養液を流す。流れ落ちた培養液は、一旦タンクに貯めた後、ポンプで汲み上げて再び循環させる。

## NFTの利点
- チャンネル内の液深が浅いために、チャンネルが軽くなり、高設化できる。
- チャンネル内の液深が浅いために、根がルートマットを形成し、ルートマット上面が空気に直接触れるため、根への酸素供給が十分に行われる。
- 容易に高設化できるため、小さい作物（イチゴ、葉菜類など）での作業姿勢が改善され、労働効率が向上する。
- 高設栽培を行うことにより、作物と地面の距離をあけることができるため、地面からの病害虫の進入を減らすことができる。